# Felsenberg (Gemeinde Pölla)
Felsenberg ist seit dem 1. Jänner 1964 eine Katastralgemeinde von Pölla in Niederösterreich. mit einer Grundfläche von 527,98 Hektar. Um den Truppenübungsplatz Döllersheim anlegen zu können, wurden ab 1938 die Bewohner ausgesiedelt.

## Geschichte
Das Breitstraßendorf Felsenberg lag am Fuß des gleichnamigen Bergs, dessen Gipfel allerdings nur rund 50 Meter höher als der Ort lag.
Stift Zwettl war nach einer vor 1171 erfolgten Stiftung durch Otto von Purchartsdorf hier ebenso begütert wie das Stift Heiligenkreuz in der zweiten Hälfte des 13. Jahrhunderts. Mit dem hier befindlichen Gut wurden 1427 Hans von Neudegg und 1455 Wernhard Truchsess belehnt, bevor es im 16. Jahrhundert zur Herrschaft Greillenstein kam.
Von dem Schlösschen, das in Felsenberg bestand, existierten um 1905 nur noch einige Mauern und ein Turm, der für die Bewohner der drei Kleinhäuser des Ortes als Ortskapelle adaptiert worden war. 1905 wurde dieser abgebrochen, um einem Neubau der Ortskapelle Platz zu machen.
Seit 1629 führte die Pfarre Altpölla die Kirchenbücher für die Geburten und ab 1638 auch jene für Trauungen und Sterbefälle. Ab 1784 war die Pfarre Neupölla dafür zuständig.
Nach dem Umbruch 1848 konstituierte sich Felsenberg als Gemeinde, der auch Germanns und Mestreichs angehörten. Laut Adressbuch von Österreich waren im Jahr 1938 in der Ortsgemeinde Felsenberg ein Gastwirt, ein Schmied, ein Schuster, ein Viktualienhändler und mehrere Landwirte ansässig. Bis 1. April 1939 mussten die Bewohner ihre 29 Häuser in Felsenberg verlassen, damit für die deutsche Wehrmacht der Truppenübungsplatz Allentsteig angelegt werden konnte.
Die Eingliederung von Grundflächen der zum Bezirk Zwettl gehörenden Gemeinde Felsenberg in die zum Bezirk Horn gehörende Gemeinde Röhrenbach führte zu einer Änderung der gemeinsamen Grenze der beiden Bezirke. Für die betroffenen Grundstücke änderte sich auch die Zuständigkeit der Gerichtsbezirke.
Eine zwischen 2. und 11. April 2003 von der 3. Panzergrenadierbrigade und der Theresianischen Militärakademie in Wiener Neustadt gemeinsam auf dem Truppenübungsplatz abgehaltene Gefechtsübung mit rund 6.500 eingesetzten Soldaten trug den Namen „Felsenberg 2003“.